# Бел
Бел, Пел, Пелски извор или Пелска баня (на гръцки: Λουτρά του Μεγάλου Αλεξάνδρου) е бивш извор край южномакедонското селище Неа Пела, Гърция.
Легендите свързват строежа с Александър III Македонски, но вероятно е от времето на Римската империя. Баните са консервирани, но горещите им води са изгубени.